# 列支敦士登藝術博物館
列支敦士登藝術博物館（Kunstmuseum Liechtenstein），是一座位於列支敦士登瓦都茲的當代美術館。建築由瑞士建築師 Meinrad Morger、Heinrich Degelo 和 Christian Kerez 設計興建，於2000年11月完工。美術館除了收藏當代藝術品外，也有收藏列支敦士登的皇家收藏。

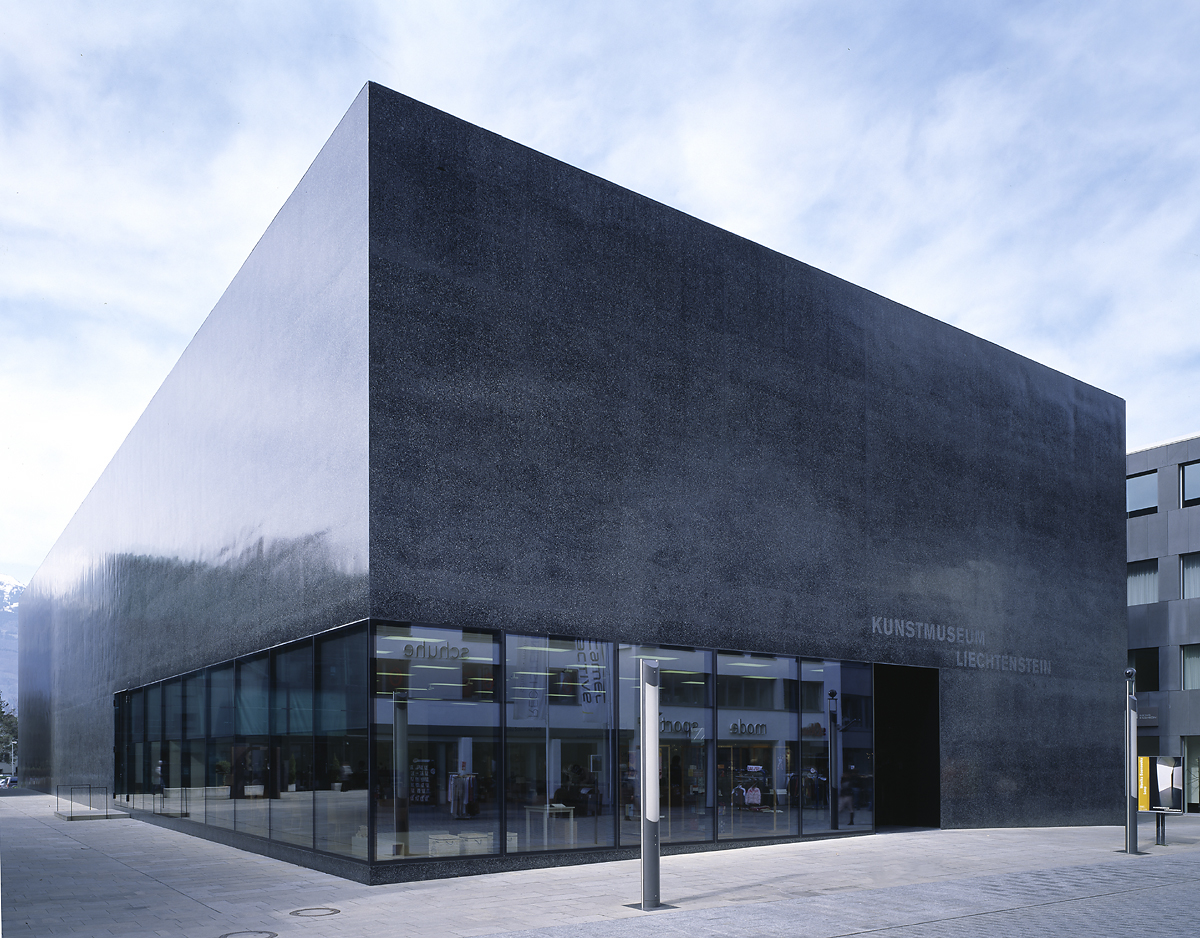
列支敦士登藝術博物館

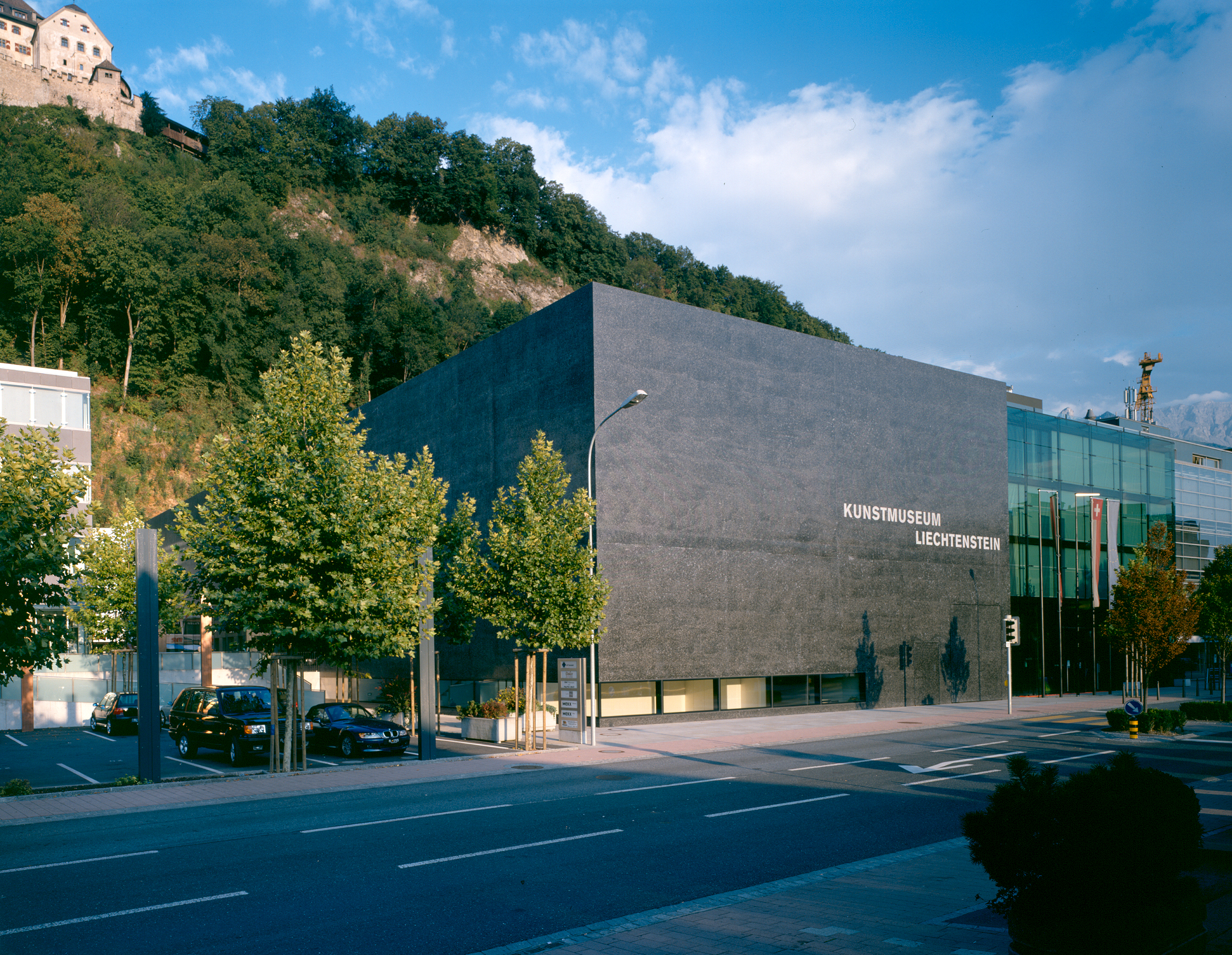
列支敦士登藝術博物館

## 外部連結
- 列支敦士登藝術博物館官網 （页面存档备份，存于）

47°08′22″N 9°31′21″E / 47.13944°N 9.52250°E